# Robin Masters
Robin Masters est un personnage de fiction de la série télévisée américaine Magnum. Sa particularité est d'être une arlésienne, ainsi il n'apparaît quasiment jamais à l'écran. La voix de Robin Masters est entendue dans seulement six épisodes. Les quatre premiers ont été doublés par Orson Welles (Les fouineuses (1-17), Une naissance orageuse (3-22), Quitte ou double (4-7) et Chantage (5-10). À l'origine, les producteurs avaient prévu de révéler qu'Orson Welles était Robin Masters, mais il est mort en 1985, avant que cela puisse se faire. Puis, Red Crandell a prêté sa voix pour Déjà vu (6-1 et 6-2) et un acteur inconnu l'a fait dans Coup de force (6-14).
Les scénaristes de la série refusent toujours de révéler au public la vérité sur l'identité de Robin Masters.

## Biographie fictive
Robin Masters est un auteur de romans multi-millionnaire, propriétaire d'une très belle villa où résident Magnum et Higgins. Selon Magnum, dans Surtout pas de neige à Hawaii - 1re partie (1-1) : « il vient une fois ou deux par an dans sa propriété, le reste du temps il la prête à des amis ». Il possède également d'autres biens immobiliers (un appartement à Manhattan, une villa à Andros et un chalet à Innsbruck) ainsi que la Ferrari rouge que Magnum conduit. 
En 1979, il engage le détective privé Thomas Magnum pour surveiller sa propriété. À la suite d'un pari, il accepte que celui-ci vive dans la maison d'invités et utilise sa voiture. De temps en temps, il fait appel à lui pour des missions spéciales :
- Veiller sur l'un de ses vieux amis (Mad Buck, huitième épisode de la deuxième saison) ;
- Protéger une célèbre danseuse (Entrez dans la danse (2-10)) ;
- Libérer la fille d'un ami (La prisonnière de la tour (2-16)) ;
- Etc.

Peu d'informations sont données sur la vie personnelle de Robin Masters. Son neveu, R.J. Masters (interprété par Tate Donovan) passe quelques jours à la résidence dans L'apprenti sorcier (6-12).

## L'énigme Masters
Le mystère qui l'entoure engendre beaucoup de spéculations concernant son identité exacte. Vers la fin de la série, il est suggéré que Higgins et Robin Masters ne seraient en réalité qu'une seule et même personne. Cependant, dans le contexte général de la série, de nombreuses intrigues des épisodes précédents remettent en question la logique de cette affirmation.
Si Higgins est bien le « véritable » Robin Masters, cela n'a pas été formellement révélé dans Magnum. Dans le dernier épisode, À la recherche de Lily - 2e partie, Higgins déclare être Robin Masters, mais juste avant la fin, il fait étrangement volte-face et avoue à Magnum qu'il lui a menti, laissant les téléspectateurs se demander sans fin dans quelle scène se situe la vérité. 
Higgins : « Magnum ? Vous savez ce que je vous ai dit pour Robin Masters ? »
Magnum : « Oui ? »
Higgins : « Poisson d'avril ! Je voulais être tranquille. »
Lors d'une scène de Les petites pestes (1-4), Higgins répond à un appel téléphonique et appelle son correspondant « M. Masters », mais celui-ci n'est pas montré à l'écran. De plus, dans Les fouineuses (1-17), Thomas Magnum aide un homme désigné sous le nom de Robin Masters à descendre d'un hélicoptère qui vient d'atterrir sur la pelouse de la propriété. De même, dans La prisonnière de la tour, une jeune femme rappelle que Robin Masters et Higgins jouaient souvent aux échecs avec son père. Dans Une naissance orageuse (3-22), un homme se tient près de Magnum dans une chambre de la résidence et tous deux sont confrontés à une invitée qui a tiré plusieurs coups de feu sur un corps étendu sur un lit, croyant qu'il s'agissait de Masters. Quand elle est confondue par les deux hommes, elle s'adresse à l'autre homme en laissant entendre sans équivoque qu'il s'agit de Robin Masters. Dans un autre épisode, un homme identifié comme étant Robin Masters se trouve dans un avion alors qu'au même moment Higgins revient vers la villa. Dans Coup de force (6-14), Robin Masters licencie Higgins car il manque de l'argent dans les comptes ; Magnum téléphone à Robin pour lui en parler et la caméra montre le dos du romancier qui est allongé sur le côté, sur son lit, tandis qu'une jeune femme sèche ses cheveux en face de lui. 
Cependant, des épisodes ultérieurs passent outre ces détails troublants pour continuer à entretenir le doute, tels Ascenseur pour nulle part (7-8), dans lequel Higgins désigne la voiture fétiche de Magnum comme étant « sa Ferrari » et où il évoque « les mémoires et les romans » et non comme le souligne Magnum : « mes mémoires et ses romans ». Dans un autre épisode, Magnum accuse Higgins d'engager un acteur pour jouer le rôle de Robin Masters et ainsi de dissimuler son identité secrète sans éveiller les soupçons. 
Cette théorie est démentie par Donald P. Bellisario, le cocréateur de la série.

## Œuvres
Pour écrire ses romans, Robin Masters n'utilise pas de machine à écrire, il préfère le magnétophone. L'une des adaptations d'un de ses romans a été tournée dans la villa de Hawaï avec les acteurs Jack Martin (interprété par Larry Pennell) et Olivia Ross (interprétée par Dana Wynter) et se passe durant l'épisode Illusion et vérité (2-19).
Ses romans sont les suivants :
- Babes in Babylon : (adapté en film[5]) C'est le premier roman que Robin Masters ait écrit. Il est sorti en 1961 et est mentionné dans Quitte ou double (4-7) et Le monde est un théâtre (4-12).
- Fruit of Passion : mentionné dans Les petites pestes (1-4).
- The Golden Spike : mentionné dans Les fouineuses (1-17).
- Tahiti Kill (adapté en film[5]) : mentionné dans Illusion et réalité (2-19).
- The Seamy Side of Dawn : mentionné dans L'ornithologiste (3-16).
- Golden Tradewinds : mentionné dans Le temple khmer (3-20).
- Blood of the August Kitten : mentionné dans Une naissance orageuse (3-22).
- Tales of the Voyeur : la couverture est dévoilée dans Jeux dangereux (5-12).
- Die and Die Again : mentionné dans L'homme de Marseille (5-20).
- Le Trésor de Kalaniopu'u : (une chasse au trésor est organisée pour son lancement) mentionné dans La course au trésor (6-9). Ce roman d'aventures se passe à Hawaï en 1759 et a pour héros, un pirate nommé James Dawkins.
- Serpent's Whisper : mentionné dans Magnum à la une (7-9 et 7-10).
- Echoes of Ecstasy : mentionné dans Magnum à la une (7-9 et 7-10).
- Dance of Death : mentionné dans Maux d'auteur (8-11).

La plupart de ses romans sont devenus des best-sellers et ont fondé sa notoriété et sa fortune. Mais le succès lui a attiré beaucoup d'ennemis. Au cours de la série, Robin Masters reçoit des menaces de mort et doit faire face à plusieurs reprises à des tentatives de meurtre.

## La propriété hawaïenne

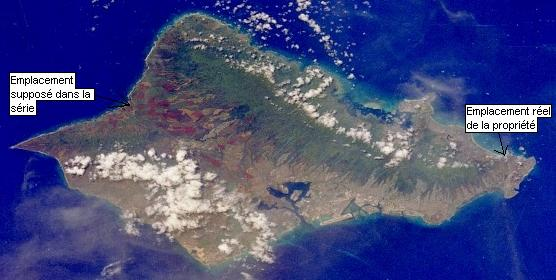
Robin's nest sur l'île d'Oahu

Dans la série, la très belle propriété de Robin Masters (« Robin's nest » en v.o) est située au nord d'Hawaï, près d'une route fictive intitulée Kalakaua Kalakua Road. Cet emplacement est mentionné à quatre occasions : La prisonnière de la tour (2-16), Illusion et réalité (2-19), Une naissance orageuse (3-22) et Raison d'état (8-8). D'une superficie de plus 800 000 m², entourée par des murs et barrières en stuc, elle s'étend des montagnes jusqu'à la mer. Cependant seuls 20 000 m² sont montrés dans la série et se situent à côté de la mer. Elle comprend la maison principale, une maison d'invités séparée, une plage privée, des courts de tennis, des écuries, une serre, un patio, une piscine d'eau de mer, un verger et une maison de gardien. 
En réalité, la propriété qui a servi de décor au tournage est beaucoup plus petite (12 000 m²), ne comprend pas tous ces éléments, et se situe au 41-505 Kalanianaole Highway, au sud-est de l'île de Oahu, entre les villes de Waimanalo et Sea Life Park. À l'époque du tournage de la série, elle appartenait à Eve Glover Anderson, une personnalité politique locale,. Elle a été vendue en 2015 à Martin Nesbitt, un homme d'affaires proche de Barack Obama. Au mois d'avril 2018, la propriété est entièrement démolie. 
Toutefois, pratiquement toutes les scènes d'intérieurs (dans la maison d'invités de Magnum et dans la maison de maître) ont été tournées en studio à Hawaï. 
La maison de maître est la villa principale du domaine, elle a été construite sous forme de "L" en 1933 dans le style architectural Mediterranean Revival. Cette grande maison à deux étages comprend au moins 6 chambres à coucher (donc 5 pour les invités), une bibliothèque, une salle à manger, une cuisine très spacieuse, un salon, un bureau, une chambre noire, un sous-sol avec une cave ainsi qu'une cour intérieure. Le nombre exact des pièces que contient la maison n'est pas précisé dans la série. Un grand balcon se trouve également au deuxième étage. Seul Higgins, le majordome, vit à demeure dans la maison de maître.
La petite annexe au nord-ouest du domaine est le bâtiment utilisé pour les extérieurs de la maison d'invités. Celle-ci constitue les quartiers privés de Magnum. Elle est du même style architectural que la villa avec des murs en stuc et un balcon à moitié recouvert. Elle contient une grande salle principale avec un plafond extrêmement haut, une chambre à coucher avec une salle de bains et une petite cuisine qui est légèrement surélevée par rapport au reste.